# Det Danske Akademi
Det Danske Akademi ist eine unabhängige Literaturvereinigung, die 1960 von dänischen Intellektuellen gegründet wurde. Ihr Ziel ist es, die dänische Literatur zu fördern. 

## Geschichte
Die Dänische Akademie wurde am 28. November 1960 auf Initiative des Autors Karl Bjarnhof und des Kunsthistorikers Christian Elling mit 12 anderen Mitgliedern (u. a. Karen Blixen) gegründet. Sie stiftet verschiedene Literaturpreise.

## Mitglieder

### Mitglieder(Stand Nov. 2017)
- Benny Andersen
- Torben Brostrøm
- Suzanne Brøgger
- Sven Holm
- Klaus Høeck
- Ida Jessen
- Pia Juul
- Per Kirkeby
- Svend Åge Madsen
- Peter Laugesen
- Jørn Lund
- Astrid Saalbach
- Jens Smærup Sørensen
- Frederik Stjernfelt
- Pia Tafdrup
- Søren Ulrik Thomsen
- Poul Erik Tøjner
- Per Øhrgaard

### Ehemalige Mitglieder
- F.J. Billeskov Jansen
- Jørgen Gustava Brandt
- Mogens Brøndsted
- Inger Christensen
- Paul Diderichsen
- Otto Gelsted
- Elsa Gress
- Uffe Harder
- William Heinesen
- Poul Henningsen
- Erik Knudsen
- Sven Møller Kristensen
- K.E. Løgstrup
- Leif Panduro
- Steen Eiler Rasmussen
- Klaus Rifbjerg
- Ole Sarvig
- Tage Skou-Hansen
- Villy Sørensen
- Ole Wivel
- Erik Aalbæk Jensen

## Preise
- Det Danske Akademis Store Pris[2]
- Otto Gelsted Pris[3]
- Karen Blixen Medaille[4]
- Kjeld-Abell-Preis[5]
- Selskabets Pris[6]
- Klaus Rifbjergs debutantpris for lyrik[7]
- Beatrice Pris[8]
- Akademiets Oversætterpris[9]
- Hvass Pris[10]
- Silas Prisen[11]
- Selskabets Medaille[12]